# تماشاگران
«تماشاگران» (انگلیسی: Watchers) یک رمان تعلیق انگیز اثر نویسنده آمریکایی دین کونتز است و در سال ۱۹۸۷ انتشار یافت.